# 綱島郵便局
綱島郵便局（つなしまゆうびんきょく）は神奈川県横浜市港北区にある郵便局。民営化前の分類では集配普通郵便局であった。

## 概要
住所：〒223-8799 神奈川県横浜市港北区綱島台17-13

## 沿革
- 1971年（昭和46年）7月26日 - 綱島郵便局[1]として、港北区北綱島町に開局[2]。港北郵便局より集配業務の一部を移管。
- 1999年（平成11年） - 外国通貨の両替および旅行小切手の売買に関する業務取扱を開始。
- 2007年（平成19年）10月1日 - 民営化に伴い、併設された郵便事業綱島支店に一部業務を移管。
- 2012年（平成24年）10月1日 - 日本郵便株式会社発足に伴い、郵便事業綱島支店を綱島郵便局に統合。

## 取扱内容
- 郵便、印紙、ゆうパック、内容証明
- 貯金、為替、振替、振込、国際送金、外貨両替・トラベラーズチェック、国債、投資信託
- 生命保険、バイク自賠責保険
- 地方公共団体事務（横浜市敬老特別乗車証の交付）
- ゆうちょ銀行ATM
- 「223-00xx」区域（横浜市港北区（新羽・日吉・綱島・高田の各地区＝おおむね鶴見川より北側の地域））の集配業務
※港北区のうち新横浜・小机・菊名・大倉山の各地区（おおむね鶴見川より南側の地域。〒222-00xx）は港北郵便局（港北区菊名）の管轄となっている。
- ゆうゆう窓口

## 周辺
- 横浜市立北綱島特別支援学校
- 横浜市立北綱島小学校
- 鶴見川

## アクセス
- 横浜市営地下鉄グリーンライン 日吉本町駅から南へ約900m（徒歩約11分）、東急東横線 綱島駅から北へ約1.3km（徒歩約15分）
- 東急バス 北綱島小学校入口停留所下車
- 第三京浜道路 都筑ICから東へ約3km
- 駐車場あり：10台